# Государственная служба геологии и недр Украины
Государственная служба геологии и недр Украины (Госгеогеология) является центральным органом исполнительной власти, реализующим государственную политику в сфере геологического изучения и рационального использования недр.
Официальная история геологической службы Украинской Советской республики началась 1 февраля 1918 года. Государственная служба геологии и недр Украины образована путём реорганизации Министерства охраны окружающей природной среды Украины в соответствии с Указом Президента Украины от 09 декабря 2010 № 1085/2010 «Об оптимизации системы центральных органов исполнительной власти».

## История
В начале XX века геологическая изученность Украины была низкой из-за отсутствия единой государственной геологической службы. С началом первой мировой войны потребность в такой службе обострилась и в Киеве было создано гидрогеологическое отделение для армий Юго-Западного фронта.
В 1938 году Украинский геологический трест преобразован в Геологическое управление УССР, которое с 1939 года перешло в подчинение Комитета по делам геологии при Совете Народных Комиссаров СССР. Основными направлениями были: проведение поисково-разведочных работ нерудного сырья, гидрогеологические исследования, геофизические и поисково-разведочные работы. Большое внимание уделялось проведению комплексных геологических исследований на Нагольном кряже и разведочным работам по марганцу на Никопольском месторождении, разведке графита (Завальевское месторождение) и другое. Составлена петрографическая карта Украинского кристаллического массива, геологические карты среднего и большого масштабов, а также мелкомасштабные — обзорные.
Главное координационно-геологическое управление «Укргеология» ликвидировано в соответствии с Распоряжением Совета Министров СССР от 15.08.1991 № 912-р и приказа Мингеологии СССР от 05.09.1991 г. № 106.